# Temporada 1923-1924 del FC Barcelona
Les dades més destacades de la temporada 1923-1924 del Futbol Club Barcelona són les següents:

## Fets destacats[1]
El Barça torna a guanyar el Campionat de Catalunya, aquest cop, guanyant tots els partits. Molts rivals prefereixen jugar a Les Corts tant l'anada com la tornada, a causa de les millors recaudacions que comporta un camp tan gran i amb una afició fidel. Els espectadors segueixen gaudint del joc de l'equip, en especial dels gols de Samitier, que es revela coma jugador clau en la consecució del dotzè Campionat de Catalunya. Al campionat d'Espanya no hi ha tanta sort, i el Barça cau a semifinals contra el Real Unión d'Irún per un escandalós 6-1. Com a conseqüència, nombrosos socis escriuen cartes exigint l'expulsió dels jugadors "que no lluiten", i acusant l'entitat d'estar més pendent dels diners que no pas del futbol. El FC Barcelona en aquests moments s'havia convertit en un club més professional i amb un prestigi que impedia que aquests resultats es païssin amb facilitat, és notòria l'evolució de la mentalitat dels socis respecte als anys anteriors.
En l'àmibt extra-esportiu, existeix un cert temor que la nova dictadura instaurada per Primo de Rivera pugui suposar el tancament del club, a causa de les diferències ideològiques d'aquest règim amb els principis del FC Barcelona. Es desconeix la força que tenien aquests principis al si de l'entitat, però com es demostraria als episodis de l'any següent, ja eren presents entre l'afició. L'1 de juny de 1924, Hans Gamper torna per cinquena i última vegada a la presidència amb la intenció de preparar la celebració de les bodes de plata de l'entitat blaugrana.

## Plantilla[2][3]
|     |                           |      | Total | Total | Campionat de Catalunya | Campionat de Catalunya | Campionat d'Espanya | Campionat d'Espanya |
| P   | Jugador                   | País | PT    | Gols  | PT                     | Gols                   | PT                  | Gols                |
| --- | ------------------------- | ---- | ----- | ----- | ---------------------- | ---------------------- | ------------------- | ------------------- |
| POR | Joaquín Pascual           |      | 15    | -14   | 7                      | -3                     | 8                   | -11                 |
| POR | Ramon Bruguera            |      | 3     | -5    | 3                      | -5                     |                     |                     |
| POR | Franz Platko              |      | 0     |       |                        |                        |                     |                     |
| POR | Joan Uriach               |      | 0     |       |                        |                        |                     |                     |
| DEF | Salvador Martínez Surroca |      | 17    |       | 9                      |                        | 8                   |                     |
| DEF | Josep Planas              |      | 13    |       | 7                      |                        | 6                   |                     |
| DEF | Francesc Coma             |      | 6     |       | 4                      |                        | 2                   |                     |
| DEF | Conrado González          |      | 0     |       |                        |                        |                     |                     |
| DEF | Leandre Solà              |      | 0     |       |                        |                        |                     |                     |
| DEF | Ramón Encinas             |      | 0     |       |                        |                        |                     |                     |
| MIG | Domènec Carulla           |      | 17    | 1     | 9                      |                        | 8                   | 1                   |
| MIG | Ramon Torralba            |      | 16    |       | 9                      |                        | 7                   |                     |
| MIG | Agustí Sancho             |      | 15    | 2     | 9                      | 2                      | 6                   |                     |
| MIG | Lluís Blanco              |      | 4     |       | 3                      |                        | 1                   |                     |
| MIG | Baldiri Elias             |      | 2     |       |                        |                        | 2                   |                     |
| MIG | Andreu Bosch              |      | 0     |       |                        |                        |                     |                     |
| MIG | Joan Aparici I            |      | 0     |       |                        |                        |                     |                     |
| MIG | Paló                      |      | 0     |       |                        |                        |                     |                     |
| MIG | Pere Llobet               |      | 0     |       |                        |                        |                     |                     |
| MIG | Bertran                   |      | 0     |       |                        |                        |                     |                     |
| MIG | Polo                      |      | 0     |       |                        |                        |                     |                     |
| MIG | Francesc Pinyol           |      | 0     |       |                        |                        |                     |                     |
| DAV | Vicenç Piera              |      | 17    | 3     | 9                      | 1                      | 8                   | 2                   |
| DAV | Josep Samitier            |      | 17    | 18    | 10                     | 14                     | 7                   | 4                   |
| DAV | Emili Sagi                |      | 16    | 6     | 8                      | 2                      | 8                   | 4                   |
| DAV | Cristòfol Martí           |      | 15    | 5     | 10                     | 4                      | 5                   | 1                   |
| DAV | Paulino Alcántara         |      | 14    | 13    | 7                      | 4                      | 7                   | 9                   |
| DAV | Artur Cella I             |      | 5     |       | 5                      |                        |                     |                     |
| DAV | Josep Climent Gràcia      |      | 4     | 4     |                        |                        | 4                   | 4                   |
| DAV | Francesc Vinyals          |      | 2     |       | 1                      |                        | 1                   |                     |
| DAV | Miquel Peidró             |      | 0     |       |                        |                        |                     |                     |
| DAV | Antoni Aparici II         |      | 0     |       |                        |                        |                     |                     |

## Classificació
| Competició             | Pos. | P  | PG | PE | PP | GF | GC | Campió          |
| ---------------------- | ---- | -- | -- | -- | -- | -- | -- | --------------- |
| Campionat de Catalunya | 1r   | 10 | 10 | 0  | 0  | 28 | 7  | FC Barcelona    |
| Campionat d'Espanya    | SF   | 8  | 5  | 0  | 3  | 25 | 11 | Real Unión Club |

## Resultats
| Amistosos |

| 2 setembre 1923 | FC Barcelona      | 4 - 1 | CS Sabadell | Barcelona                |  |
|                 | Samitier · Sancho |       |             | Vilassar de Mar · Vela · |  |

| 2 setembre 1923 | FC Barcelona                      | 4 - 2 | CS Sabadell | Barcelona           |  |
|                 | Vinyals · Gracia · Senyal · Marti |       |             | Granollers · Sojo · |  |

| 8 setembre 1923 | CE Júpiter | 2 - 4 | FC Barcelona     | Barcelona              |  |
|                 |            |       | Samitier · Marti | Poble Nou · Aramburu · |  |

| 9 setembre 1923 | FC Barcelona     | 6 - 0 | Terrassa FC | Barcelona             |  |
|                 | Samitier · Marti |       |             | Les Corts · Cruella · |  |

| 10 setembre 1923 | FC Barcelona                    | 7 - 2 | CE Sabadell FC | Barcelona               |  |
|                  | Samitier · Marti · Piera · Sagi |       |                | Sant Celoni · Llovera · |  |

| 11 setembre 1923 | FC Barcelona | 1 - 3 | L'Avenç de l'Sport | Barcelona         |  |
|                  | Samitier     |       |                    | Olot · Palomera · |  |

| 15 setembre 1923 | FC Barcelona | 1 - 1 | Cracovia | Barcelona             |  |
|                  | Samitier     |       |          | Les Corta · Llovera · |  |

| 16 setembre 1923 | FC Barcelona                  | 7 - 1 | Cracovia | Barcelona             |  |
|                  | Sancho · Samitier · Alcantara |       |          | Les Corta · Llovera · |  |

| 23 setembre 1923 | FC Barcelona         | 4 - 2 | SpVgg Greuther Fürth | Barcelona          |  |
|                  | Samitier · Alcantara |       |                      | Les Corta · Vela · |  |

| 24 setembre 1923 | FC Barcelona                 | 7 - 2 | SpVgg Greuther Fürth | Barcelona             |  |
|                  | Samitier · Alcantara · Marti |       |                      | Les Corta · Hertzer · |  |

| 29 setembre 1923 | FC Barcelona         | 2 - 0 | Athletic Club | Barcelona              |  |
|                  | Samitier · Alcantara |       |               | Les Corta · Comorera · |  |

| 1 octubre 1923 | FC Barcelona      | 5 - 1 | Athletic Club | Barcelona             |  |
|                | Samitier · Planas |       |               | Les Corta · Cruella · |  |

| 6 octubre 1923 | FC Barcelona | 0 - 0 | València CF | Barcelona              |  |
|                |              |       |             | Les Corta · Castillo · |  |

| 7 octubre 1923 | FC Barcelona                | 5 - 2 | València CF | Barcelona             |  |
|                | Samitier · Alcantara · Sagi |       |             | Les Corta · Llovera · |  |

| 1 novembre 1923 | FC Barcelona         | 3 - 0 | Celta | Barcelona              |  |
|                 | Samitier · Alcantara |       |       | Les Corta · Comorera · |  |

| 4 novembre 1923 | FC Barcelona                 | 5 - 3 | Celta | Barcelona             |  |
|                 | Marti · Alcantara · Samitier |       |       | Les Corta · Sampere · |  |

| 22 novembre 1923 | FC Barcelona      | 3 - 1 | RCD Espanyol | Barcelona             |  |
|                  | Sancho · Samitier |       |              | Les Corta · Llovera · |  |

| 8 desembre 1923 | Athletic Club | 5 - 2 | FC Barcelona    | Bilbao                          |  |
|                 |               |       | Sagi · Samitier | Estadi de San Mamés · Saracho · |  |

| 9 desembre 1923 | Athletic Club | 6 - 0 | FC Barcelona | Bilbao                          |  |
|                 |               |       |              | Estadi de San Mamés · Serrano · |  |

| 16 desembre 1923 | CE Sabadell FC | 1 - 0 | FC Barcelona | Barcelona             |  |
|                  |                |       |              | Sabadell · Comorera · |  |

| 22 desembre 1923 | FC Barcelona         | 7 - 2 | Vasas Budapest | Barcelona           |  |
|                  | Samitier · Alcantara |       |                | Les Corta · Forns · |  |

| 23 desembre 1923 | FC Barcelona | 0 - 2 | Vasas Budapest | Barcelona          |  |
|                  |              |       |                | Les Corta · Vela · |  |

| 25 desembre 1923 | FC Barcelona | 1 - 0 | AC Sparta Praha | Barcelona                  |  |
|                  | Marti        |       |                 | Les Corta · Noel Wattson · |  |

| 26 desembre 1923 | FC Barcelona      | 2 - 1 | AC Sparta Praha | Barcelona                  |  |
|                  | Marti · Alcantara |       |                 | Les Corta · Noel Wattson · |  |

| 30 desembre 1923 | FC Barcelona | 1 - 0 | SK Slavia Praha | Barcelona          |  |
|                  | Marti        |       |                 | Les Corta · Boas · |  |

| 1 gener 1924 | FC Barcelona | 2 - 3 | SK Slavia Praha | Barcelona          |  |
|              | Sagi · Piera |       |                 | Les Corta · Boas · |  |

| 5 gener 1924 | FC Barcelona | 0 - 1 | MTK Budapest FC | Barcelona               |  |
|              |              |       |                 | Les Corta · Larranaga · |  |

| 6 gener 1924 | FC Barcelona   | 2 - 2 | MTK Budapest FC | Barcelona               |  |
|              | Cella I · Sagi |       |                 | Les Corta · Larranaga · |  |

| 24 febrer 1924 | FC Barcelona | 1 - 1 | CE Júpiter | Barcelona           |  |
|                | Rabell       |       |            | Les Corta · Forns · |  |

| 2 marc 1924 | Reial Societat | 1 - 1 | FC Barcelona | Sant Sebastià                |  |
|             |                |       | Marti        | Estadi d'Atotxa · Ezkurdia · |  |

| 4 marc 1924 | Reial Societat | 2 - 1 | FC Barcelona | Sant Sebastià                |  |
|             |                |       | Polo         | Estadi d'Atotxa · Bontegui · |  |

| 9 marc 1924 | FC Barcelona                 | 6 - 1 | Terrassa FC | Barcelona              |  |
|             | Alcantara · Gracia · Vinyals |       |             | Les Corts · Comorera · |  |

| 16 marc 1924 | FC Barcelona               | 6 - 0 | Club Natacion d'Alacant | Barcelona             |  |
|              | Marti · Gracia · Alcantara |       |                         | Les Corts · Torrens · |  |

| 19 marc 1924 | FC Barcelona                 | 4 - 0 | Club Natacion d'Alacant | Barcelona            |  |
|              | Marti · Samitier · Alcantara |       |                         | Les Corts · Lemmel · |  |

| 25 marc 1924 | FC Barcelona            | 4 - 1 | FC Gràcia | Barcelona           |  |
|              | Gracia · Vinyals · Palo |       |           | Les Corts · Lopez · |  |

| 30 marc 1924 | FC Barcelona | 1 - 1 | CE Manresa | Barcelona           |  |
|              | Palo         |       |            | Les Corts · Prada · |  |

| 6 abril 1924 | FC Vilafranca | 2 - 2 | FC Barcelona | Barcelona            |  |
|              |               |       | ?            | Vilafranca · Vives · |  |

| 6 abril 1924 | CE Manresa | sense dades | FC Barcelona | Catalunya |  |
|              |            |             |              | Manresa · |  |

| 10 abril 1924 | Bisbalenca FC | 1 - 1 | FC Barcelona | Barcelona                 |  |
|               |               |       | ?            | La Bisbal d'Empordà · ? · |  |

| 27 abril 1924 | Sentmenat | sense dades | FC Barcelona | Barcelona   |  |
|               |           |             |              | Sentmenat · |  |

| 4 maig 1924 | FC Barcelona | 1 - 0 | FC Gràcia | Barcelona                      |  |
|             | Gracia       |       |           | Camp de les Corts · Aramburu · |  |

| 11 maig 1924 | FC Barcelona | 1 - 2 | Everton FC | Barcelona                     |  |
|              | Peidró       |       |            | Camp de les Corts · Montero · |  |

| 18 maig 1924 | FC Barcelona      | 2 - 1 | Everton FC | Barcelona                       |  |
|              | Alcantara · Piera |       |            | Camp de les Corts · Contreras · |  |

| 24 maig 1924 | FC Barcelona | 0 - 2 | Newcastle United | Barcelona                      |  |
|              |              |       |                  | Camp de les Corts · Comorera · |  |

| 25 maig 1924 | FC Barcelona | 0 - 1 | Newcastle United | Barcelona                  |  |
|              |              |       |                  | Camp de les Corts · Vela · |  |

| 1 juny 1924 | FC Barcelona | 0 - 2 | Dundee | Barcelona                     |  |
|             |              |       |        | Camp de les Corts · Villena · |  |

| 5 juny 1924 | FC Barcelona | 1 - 2 | Dundee | Barcelona                      |  |
|             | Piera        |       |        | Camp de les Corts · Comorera · |  |

| 8 juny 1924 | FC Barcelona  | 3 - 2 | Sevilla FC | Barcelona                    |  |
|             | Sagi · Peidró |       |            | Camp de les Corts · Marine · |  |

| 9 juny 1924 | FC Barcelona                       | 4 - 0 | Sevilla FC | Barcelona                     |  |
|             | Vinyals · Gracia · Piera · Carulla |       |            | Camp de les Corts · Vilalta · |  |

| 15 juny 1924 | Girona FC | 3 - 0 | FC Barcelona | Barcelona |  |
|              |           |       |              | Cassa ·   |  |

| Copa Pilar Alonso |

| 13 abril 1924 | FC Barcelona        | 3 - 0 | FC Atlètic de Sabadell | Barcelona                    |  |
|               | Sola · Palo · Bosch |       |                        | Camp de les Corts · Marine · |  |

| Copa Palau de la Moda |

| 29 maig 1924 | FC Barcelona | 1 - 2 | CE Sabadell FC | Barcelona                    |  |
|              | Alcantara    |       |                | Camp de les Corts · Rosell · |  |

| 15 juny 1924 | CE Sabadell FC | 3 - 5 | FC Barcelona                     | Barcelona             |  |
|              |                |       | Alcantara · Bosch · Piera · Sagi | Sabadell · Aramburu · |  |

| 29 juny 1924 | FC Barcelona | 1 - 0 | CE Sabadell FC | Barcelona                      |  |
| desempat     | Alcantara    |       |                | Camp de les Corts · Castillo · |  |

| Campionat de Catalunya |

| 21 octubre 1923 | FC Barcelona      | 2 - 1 | CS Sabadell | Barcelona                    |  |
| Jornada 2       | Samitier · Sancho |       | Grau        | Camp de les Corts · Mariné · |  |

| 28 octubre 1923 | FC Barcelona                 | 2 - 0 | RCD Espanyol | Barcelona                     |  |
| Jornada 3       | Montesinos (p.p.) · Samitier |       |              | Camp de les Corts · Cruella · |  |

| 11 novembre 1923 | US Sants | 1 - 2 | FC Barcelona    | Barcelona                      |  |
| Jornada 4        | Feliu    |       | Samitier · Sagi | Camp de les Corts · Castillo · |  |

| 18 novembre 1923 | FC Martinenc | 0 - 9 | FC Barcelona                         | Barcelona                     |  |
| Jornada 5        |              |       | Alcántara · Sagi · Samitier · Sancho | Camp de les Corts · Cruella · |  |

| 2 desembre 1923 | CE Europa            | 4 - 5 | FC Barcelona     | Barcelona                     |  |
| Jornada 6       | Julià · Cros · Pelao |       | Samitier · Martí | Camp de les Corts · Cruella · |  |

| 13 gener 1924 | RCD Espanyol | 0 - 1 | FC Barcelona | Barcelona                    |  |
| Jornada 8     |              |       | Piera        | Camp de les Corts · Milego · |  |

| 20 gener 1924 | FC Barcelona | 2 - 1 | US Sants | Barcelona                       |  |
| Jornada 9     | Samitier     |       | Calvet   | Camp de les Corts · Contreras · |  |

| 2 febrer 1924 | FC Barcelona     | 3 - 0 | FC Martinenc | Barcelona                     |  |
| Jornada 10    | Samitier · Martí |       |              | Camp de les Corts · Vilalta · |  |

| 10 febrer 1924 | FC Barcelona | 1 - 0 | CE Europa | Barcelona                    |  |
| Jornada 1      | Martí        |       |           | Camp de les Corts · Milego · |  |

| 17 febrer 1924 | CS Sabadell | 0 - 1 | FC Barcelona | Sabadell                       |  |
| Jornada 7      |             |       | Samitier     | Camp de la Creu Alta · Vidal · |  |

- Tots els partits, inclosos els jugats com a visitant, es jugaren al Camp de les Corts per tenir millor taquillatge pels clubs, excepte el partit de Sabadell.

| Campionat d'Espanya |

| 23 març 1924         | FC Barcelona                | 8 - 1 | RSA Stadium | Barcelona                    |  |
| Ronda prèvia - anada | Sagi · Alcántara · Samitier |       | Buylla      | Camp de les Corts · Carcer · |  |

| 30 març 1924           | RSA Stadium | 0 - 9 | FC Barcelona                         | Saragossa |  |
| Ronda prèvia - tornada |             |       | Gràcia · Samitier · Sagi · Alcántara | Sánchez · |  |

| 6 abril 1924            | FC Barcelona        | 2 - 0 | Real Sporting de Gijón | Barcelona                      |  |
| Quarts de final - anada | Alcántara · Carulla |       |                        | Camp de les Corts · Balaguer · |  |

| 6 abril 1924              | Real Sporting de Gijón | 2 - 0 | FC Barcelona | Gijón                                    |  |
| Quarts de final - tornada | Arcadio 86'            |       |              | Estadi El Molinón · Contreras (Centro) · |  |

| 20 abril 1924              | FC Barcelona   | 3 - 1 | Real Sporting de Gijón | Madrid                           |  |
| Quarts de final - desempat | Piera · Gràcia |       | Arcadio                | Estadio Metropolitano · Colina · |  |

| 20 abril 1924      | Real Unión Club | 1 - 0 | FC Barcelona | Irun                       |  |
| Semifinals - anada | Vázquez 17'     |       |              | Campo de Amute · Sánchez · |  |

| 27 abril 1924        | FC Barcelona      | 2 - 0 | Real Unión Club | Barcelona                      |  |
| Semifinals - tornada | Piera · Alcántara |       |                 | Camp de les Corts · Andrados · |  |

| 30 abril 1924         | Real Unión Club                                              | 6 - 1 | FC Barcelona | Sant Sebastià               |  |
| Semifinals - desempat | Vázquez 21' 37' · Errazquin 28' 46' · Petit 65' · Matías 86' |       | Martí 60'    | Estadi d'Atotxa · Sánchez · |  |